# Elżbieta Bandurska-Stankiewicz
Elżbieta Maria Bandurska-Stankiewicz (zm. 8 lipca 2024) – polska lekarka diabetolog, profesor nauk medycznych.

## Życiorys
W 1970 ukończyła studia w Akademii Medycznej w Gdańsku, w 1989 obroniła pracę doktorską pt. Układ krążenia w nadczynności tarczycy, której promotorem była prof. Ida Kinalska, w 2002 habilitowała się na podstawie pracy zatytułowanej Inwalidztwo wzroku z powodu cukrzycy w województwie olsztyńskim w latach 1990-1999. W 2007 uzyskała tytuł profesora nauk medycznych.
Pracowała na Uniwersytecie Warmińsko-Mazurskim w Olsztynie.
W 2005 kandydowała do Senatu w okręgu nr 34 z ramienia Partii Demokratycznej – demokraci.pl, zajęła 10. miejsce na 15 kandydatów.

## Odznaczenia
- Srebrny Krzyż Zasługi (2003)[6]